# Památník Leoše Janáčka (Brno)
Památník Leoše Janáčka je expozice v Brně, věnovaná životu a dílu skladatele Leoše Janáčka. Památník, který je součástí Moravského zemského muzea, se nachází v zahradním domku Chleborádovy vily v ulici Smetanově v brněnské čtvrti Veveří.

## Expozice
Expozice je umístěna v zahradním domku u někdejší varhanické školy. Má dvě části.
Jedna zahrnuje původní Janáčkovu pracovnu s klavírem, který vyrobil Friedrich Ehrbar, vídeňský výrobce klavírů. Primátor Brna Roman Onderka věnoval 31. května 2011 Moravskému zemskému muzeu osobní dar – čtyři původní židle s vyřezávaným motivem lyry z domácnosti skladatele.
V další části domku se nachází moderní expozice o Janáčkově díle. Lze si prohlížet dokumenty, knihy a rukopisy, poslouchat hudební ukázky, případně zhlédnout videodokumenty.

## Historie
Muzeum se nachází v zahradním domku, kde Janáček žil se svoji rodinou od roku 1910 až do své smrti v roce 1928. Zde složil svá nejslavnější díla, včetně orchestrálního díla Sinfonietta. Když v roce 1928 Janáček zemřel, jeho žena Zdeňka se rozhodla věnovat zařízení pracovny tehdejšímu Zemskému muzeu v Brně. Zdeňka žila v domě až do své smrti v roce 1938.

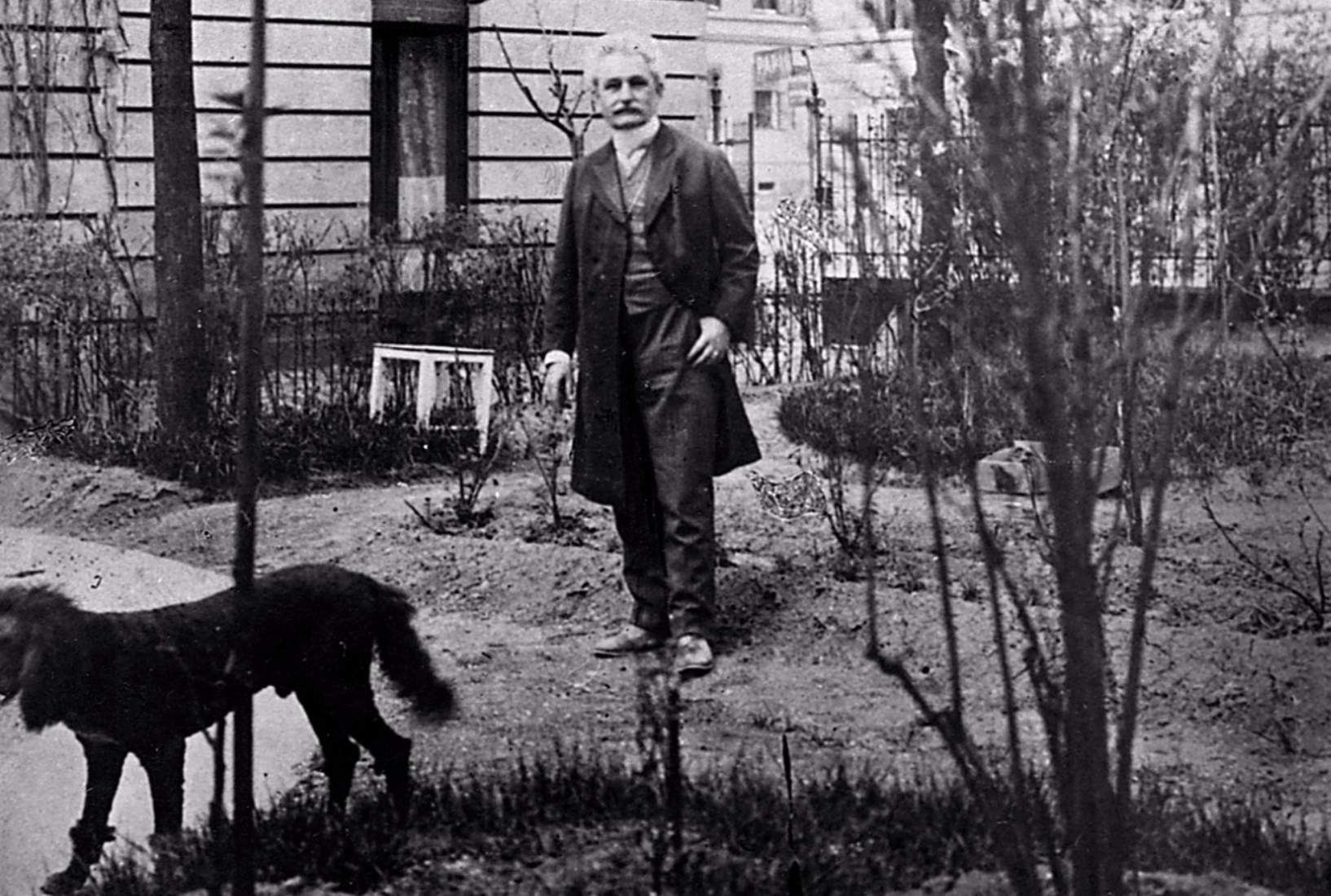
Leoš Janáček na zahradě svého domku (dnešního Památníku) se psem Čertem. V pozadí varhanická škola (dnešní Archiv Leoše Janáčka a Oddělení dějin hudby Moravského zemského muzea).

V roce 1956 bylo v zahradním domku zřízeno muzeum. V budově někdejší varhanické školy má dnes své sídlo oddělení dějin hudby Moravského zemského muzea,
Od léta 2002 do začátku roku 2004 bylo muzeum kvůli rekonstrukcím uzavřeno.